# Дворец Дахау
Дворец Дахау (нем. Schloss Dachau) — бывшая летняя резиденция правителей Баварии Виттельсбахов в городе Дахау (Верхняя Бавария).

## История
Построен на месте замка, известного с начала XII века. В 1182 году последний граф Дахау, Конрад III, умер, не оставив потомков. Следующим владельцем стал герцог Оттон I Баварский. На рубеже XIV и XV вв. замок был разрушен.
Вильгельм IV Баварский и его сын Альбрехт V приказали построить дворец в ренессансном стиле с садом на месте старого замка. Строительство началось по проекту мюнхенских придворных архитекторов Генриха Шеттла и Вильгельма Эгкла в 1546 году и завершилось в 1577 году.
Впоследствии дворец стал любимой резиденцией правителей Баварии. В 1715 году при Максимилиане II Эмануэле Йозеф Эффнер перестроил дворец в стиле барокко.
Из четырёх крыльев сохранилось только юго-западное, остальные были снесены в начале XIX века по приказу короля Максимилиана I, поскольку здание претерпело значительные повреждения во время пребывания здесь наполеоновских войск.

## Описание
Дворец находится на балансе Баварской администрации государственных дворцов административного департамента Баварии. Открыт для посетителей. Дворец также используется как место для проведения концертов классической музыки.
Главная достопримечательность дворца — банкетный зал с кессонным ренессансным потолком, разработанным и созданным между 1564 и 1566 годами Гансом Визройтером, который был восстановлен в 1977 году.
Позади дворца разбит английский пейзажный парк, сад с беседкой и липовая аллея.